# سالاتش
سالاتش (بالإنجليزية: Saalach)‏ هو نهر طوله 103 كم (64 ميل) يقع في النمسا وألمانيا، وهو الرافد الأيسر لنهر سالزاك.